# Belcsista
Belcsista (macedónul: Белчишта) település Észak-Macedóniában, a Délnyugati körzet Debarcai járásában, aminek a székhelye.

## Népesség
| Lakosok száma | 989  | 1122 | 1203 | 788  | 615  | 620  | 489  | 437  | 297  |
|               | 1948 | 1953 | 1961 | 1971 | 1981 | 1991 | 1994 | 2002 | 2021 |

2002-ben 437 lakosa volt, melyből 436 macedón, 1 szerb.